# Parashqevi Qiriazi

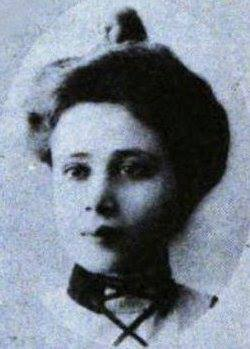
Parashqevi Qiriazi

Parashqevi Qiriazi, también conocida como Paraskevi D. Kyrias  (2 de junio de 1880  - 17 de diciembre de 1970) fue una maestra albanesa que dedicó su vida al alfabeto albanés y a la instrucción del idioma albanés escrito. Fue especialmente conocida por publicar uno de los primeros abecedarios en idioma albanés recién codificado.
Fue la única mujer que participó en el Congreso de Manastir, que decidió la forma del alfabeto albanés y fue fundadora de la asociación de mujeres Yll 'i Mengjesit . Parashqevi también participó en la Conferencia de Paz de París de 1919 como miembro de la comunidad albanesa-estadounidense. Era hermana de Sevasti Qiriazi, quien fuera directora de Mësonjëtorja, y junto a la cual fundaron la primera escuela albanesa para niñas que abrió en 1891.

## Biografía
Parashqevi nació en Monastir (ahora Bitola, en el Manastir Vilayet, Imperio Otomano (actual Macedonia del Norte)). Cuando sólo tenía 11 años comenzó a ayudar a su hermano Gjerasim Qiriazi y a su hermana Sevasti Qiriazi para enseñar a las niñas de Albania en la primera escuela para niñas en Albania (en albanés: Shkolla e Vashave), que se inauguró el 15 de octubre de 1891.
Más tarde estudió en el Robert College de Estambul. Al graduarse, fue a Korçë para trabajar como maestra de primaria junto con su hermana Sevasti en la Mësonjëtorja, la primera escuela albanesa que abrió en 1887.
En 1908 fue la única mujer que participó en el Congreso de Monastir y la única mujer que estuvo allí.
En 1909 publicó un abecedario para escuelas primarias. Aunque el Congreso de Monastir había decidido sobre el nuevo alfabeto, dos versiones del alfabeto todavía estaban presentes en su primer aniversario, lo que muestra cuán frágil era aún el consenso del Congreso. Sin embargo, junto con el abecedario, publicó algunos versos muy conocidos sobre la defensa del nuevo alfabeto albanés.

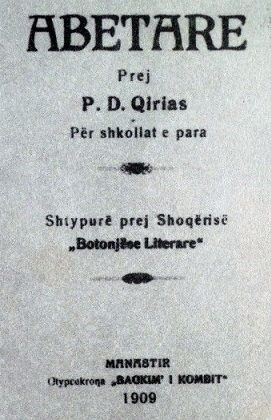
Abetare de Parashqevi Qiriazi

También es conocida por haber organizado la enseñanza para niños y niñas y escuelas nocturnas en otras aldeas del sur de Albania y también por ayudar a la organización de bibliotecas locales.
Contribuyó a la fundación de la asociación Yll 'i Mëngjesit (en albanés: Morning Star) en 1909 y más tarde, cuando emigró a Estados Unidos, continuó con la publicación periódica con el mismo nombre de 1917 a 1920. La revista se publicaba cada quince días y consistía en artículos relacionados con Albania que incluían política, sociedad, historia, filología, literatura y folklore.
En 1914, salió de Albania hacia Rumania junto con su hermana como consecuencia de la ocupación griega de la ciudad.
Más tarde se trasladó a Estados Unidos y se convirtió en miembro de la comunidad albanesa-estadounidense, en nombre de la cual participó en la Conferencia de Paz de París en 1919 para representar los derechos de los albaneses.
Parashqevi regresó a Albania en 1921, y desde entonces, siguió con interés el desarrollo políticos en el nuevo estado albanés, sin olvidar las aspiraciones nacionales. Se convirtió en una de las fundadoras y directoras de la institución femenina llamada "Kyrias" (según el apellido) en Tiranë y Kamëz, en cooperación con su hermana Sevasti y su cuñado Kristo Dako . En octubre de 1928, con la iniciativa del Ministerio del Interior, la organización "Gruaja Shqiptare" ("La mujer albanesa") se fundó en Tirana, con las directrices para crear sucursales en todo el país y en la diáspora. Fue creado bajo el patrocinio de la Reina Madre, y la hermana del rey Zog, la princesa Sanije . La organización tenía como objetivo promover la educación, la higiene y las actividades de caridad, y criar a la mujer albanesa a un nivel cultural más alto. Parashqevi logró obtener una posición de liderazgo. Entre 1929 y 1931, la organización publicaría su periódico Shqiptarja ("The Albanian"), donde Parashqevi y su hermana Sevasti contribuyeron. La revista se distinguió por artículos que cuestionaban el pensamiento conservador que era contrario al movimiento de mujeres y sus demandas.
Parashqevi se mantuvo firme como antifascista durante toda la Segunda Guerra Mundial a partir de la invasión italiana de 1939. Debido a sus opiniones antifascistas, ella y su hermana fueron encarceladas y deportadas al campo Anhalteleger Dedinje cerca de Belgrado por las unidades pronazis dirigidas por Xhaferr Deva.
Ella sobrevivió y regresó a Tirana después de la guerra. Desafortunadamente, otra persecución la seguiría a ella y a la familia de su hermana. Debido a las posiciones próximas al rey Zog de Kristo Dako, su nombre fue aniquilado por el régimen comunista,  siguiendo con las familias de Kyrias siendo internado lejos de Tirana. Sus dos sobrinos (los hijos de Sevasti) serían encarcelados, y finalmente uno murió en prisión. 
Con algunos esfuerzos inmensos del erudito albanés Skënder Luarasi, y una intervención posterior de Vito Kapo, las hermanas Kyrias serían parcialmente rehabilitadas. Parashqevi murió en Tirana el 17 de diciembre de 1970.

## Legado
Parashqevi Qiriazi y su hermana Sevasti son consideradas las madres de la educación albanesa. La Organización de Mujeres Albano-Americanas (AAWO) en la ciudad de Nueva York también se llama "Hermanas Qiriazi". El 7 de marzo es el día oficial de los docentes en Albania, en recuerdo de la apertura de la escuela familiar Qiriazi de 1891. La película albanesa Mësonjtorja ("La escuela") de 1979 producida por Kinostudio Shqipëria e Re está dedicada a ella y a su hermano Gjerasim, a pesar de que sus nombres aparecen diferentes (Dafina y Stefan). Varias escuelas en Albania y Kosovo llevan los nombres de la familia Qiriazi. 